# Убийство первой степени (фильм)
«Убийство первой степени» (англ. Murder in the First) — кинофильм режиссёра Марка Рокко. Основан на реальных событиях.

## Сюжет
Живя в городе и полной нищете, семнадцатилетний юноша Генри Янг решает ограбить городскую почту на 5 $ (что является федеральным преступлением), дабы накормить свою младшую сестру. Но его планы рушатся, владелец лавки ловит брата и сестру, что приводит к тому, что последнюю отдают в сиротский приют. Генри же попадает в тюрьму Алькатрас, где позже участвует в побеге. План терпит неудачу из-за предательства одного из заключённых. Теперь молодого человека ждёт суровое наказание в виде заключения в одиночный изолятор-темницу. Причём, его заставляют провести в промозглой темнице не максимально положенные 19 суток, а 3 года, выпуская на свет на полчаса в год. Тюрьма ломает психику юноши и, только выйдя из «катакомб», Генри совершает убийство предателя Маккейна.
Теперь судьбу Янга решит суд: его отправят либо в газовую камеру, либо обратно в Алькатрас. Защитник Генри, молодой адвокат Джеймс Стэмфилл, берётся за своё первое дело с энтузиазмом и решает во что бы ни стало докопаться до правды. Однако Стэмфиллу, идущему против аппарата управления самой строгой тюрьмы в США, придётся встретиться на этом пути с предательством, ложью и насилием…

## В ролях
| Актёр             | Роль                                    |
| ----------------- | --------------------------------------- |
| Кристиан Слейтер  | Джеймс Стэмфилл                         |
| Кевин Бэйкон      | Генри Янг                               |
| Гэри Олдмен       | помощник начальника тюрьмы Милтон Гленн |
| Брэд Дуриф        | Байрон Стэмфилл                         |
| Уильям Мэйси      | Уильям МакНейл                          |
| Стивен Тоболовски | мистер Хенкин                           |
| Эмбет Дэвидц      | Мэри МакКасслин                         |
| Ли Эрми           | судья Клоусон                           |
| Миа Киршнер       | Розетта Янг                             |
| Кира Седжвик      | проститутка Бланш                       |

## Награды и номинации
- 1996 — премия «Выбор критиков» за лучшую мужскую роль (Кевин Бэйкон)
- 1996 — номинация на премию Гильдии киноактёров США за лучшую мужскую роль второго плана (Кевин Бэйкон)